# 크슈타트
크슈타트(독일어: Gstaad, 독일어 발음: [kʃtaːt])는 스위스 남서부의 베른주의 독일어권 구역에 있는 마을이다.
그것은 자넨 지자체의 일부이며, 주요 스키 리조트로 알려져 있어 상류층과 국제적인 부유층 사이에 인기있는 목적지이다. 기숙학교 르 로제 인스티튜트(Institut Le Rosey)의 겨울 캠퍼스는 크슈타트에 있다. 크슈타트의 인구는 약 9,200명이며 해발 1,050m에 위치해 있다.

## 역사
중세 시대에는 그뤼에르의 사보야드 카운티에 속한 자넨(Saanen) 지역의 일부였다. 발레와 보로 가는 여정의 갈림길에서 개발된 중심 마을이었다. 13-14세기에는 여관, 무역 상품을 보관하는 창고와 마차를 고산 고개 위로 끄는 데 도움이 되는 소가 있었다. 성니콜라스 예배당은 1402년에 마을에 지어졌으며, 벽화는 15세기 후반이다. 이 도시는 1898년 대화재가 있을 때까지 가축 사육과 농업이 지배했다. 그 후 성장하는 관광 산업을 지원하기 위해 재건되었다. 1905년 몽트뢰 오버란트 베르노바 철도 건설과 스키장 건설(1905년 자넨 스키 클럽 개장 후 1907년 크슈타트 스키 클럽 개장)이 진행되었다. 크슈타트의 첫 번째 스키 학교는 1923년에 문을 열었다. 이글 스키 클럽은 1957년에 문을 열었으며 제7대 바르빅 백작 찰스 그레빌이 자금을 지원했다. 짧은 시간에 이 지역에는 1,000개가 넘는 호텔 침대가 생겼다.
거주자, 호텔리어, 상점 주인 및 관광 사무소는 크슈타트를 국제적 관심으로 알리는 데 도움을 주었다. 그들은 아이스링크, 테니스 코트, 수영장, 스키 점프, 스키 및 하이킹 지역의 건설을 지원했다. 푸니의 첫 번째 스키 리프트는 1934-44년에 문을 열었고 수많은 곤돌라, 스키 및 체어리프트가 뒤를 이었다. 크슈타트 궁전은 1913년 크슈타트 최초의 고급 호텔로 문을 열었다. 1942년에 자넨-크슈타트 비행장은 군사 및 민간 항공을 위해 개방되었다. 헬리콥터 타기가 나중에 추가되었고 1980년에는 열기구 비행도 가능해졌다. 세계 대전과 대공황 동안, 관광 산업이 어려움을 겪고 많은 호텔이 문을 닫았다. 제2차 세계 대전 후 많은 대형 호텔이 문을 닫은 상태로 남아 있었지만 호텔이 아닌 다른 숙박 시설(샬레, 아파트, 레지던스)로 대체되었다. 대부분의 현대적인 리조트와 소규모 호텔은 목재로 지어졌으며 전통적인 디자인 요소를 유지한다.
크슈타트 폴로 클럽은 1992년에 설립되었다.

## 기후
쾨펜 기후 분류 시스템에 따르면 크슈타트는 습한 대륙성 기후를 가지고 있으며, 기후 지도에서 Dfb로 축약된다.
| 크슈타트(1981–2010)의 기후 | 크슈타트(1981–2010)의 기후 | 크슈타트(1981–2010)의 기후 | 크슈타트(1981–2010)의 기후 | 크슈타트(1981–2010)의 기후 | 크슈타트(1981–2010)의 기후 | 크슈타트(1981–2010)의 기후 | 크슈타트(1981–2010)의 기후 | 크슈타트(1981–2010)의 기후 | 크슈타트(1981–2010)의 기후 | 크슈타트(1981–2010)의 기후 | 크슈타트(1981–2010)의 기후 | 크슈타트(1981–2010)의 기후 | 크슈타트(1981–2010)의 기후 |
| 월                         | 1월                        | 2월                        | 3월                        | 4월                        | 5월                        | 6월                        | 7월                        | 8월                        | 9월                        | 10월                       | 11월                       | 12월                       | 연간                       |
| -------------------------- | -------------------------- | -------------------------- | -------------------------- | -------------------------- | -------------------------- | -------------------------- | -------------------------- | -------------------------- | -------------------------- | -------------------------- | -------------------------- | -------------------------- | -------------------------- |
| 일평균 최고 기온 °C (°F)   | 2.9 (37.2)                 | 4.6 (40.3)                 | 8.5 (47.3)                 | 12.3 (54.1)                | 17.3 (63.1)                | 20.7 (69.3)                | 23.3 (73.9)                | 22.6 (72.7)                | 19.0 (66.2)                | 14.7 (58.5)                | 7.8 (46.0)                 | 3.5 (38.3)                 | 13.1 (55.6)                |
| 일일 평균 기온 °C (°F)     | −3.3 (26.1)                | −2.1 (28.2)                | 1.9 (35.4)                 | 5.8 (42.4)                 | 10.4 (50.7)                | 13.6 (56.5)                | 15.7 (60.3)                | 15.2 (59.4)                | 11.8 (53.2)                | 7.5 (45.5)                 | 1.4 (34.5)                 | −2.4 (27.7)                | 6.3 (43.3)                 |
| 일평균 최저 기온 °C (°F)   | −7.8 (18.0)                | −7.2 (19.0)                | −3.5 (25.7)                | −0.1 (31.8)                | 4.2 (39.6)                 | 7.0 (44.6)                 | 9.3 (48.7)                 | 8.9 (48.0)                 | 5.9 (42.6)                 | 2.3 (36.1)                 | −2.8 (27.0)                | −6.2 (20.8)                | 0.8 (33.4)                 |
| 평균 강수량 mm (인치)      | 108 (4.3)                  | 105 (4.1)                  | 98 (3.9)                   | 89 (3.5)                   | 125 (4.9)                  | 151 (5.9)                  | 143 (5.6)                  | 144 (5.7)                  | 104 (4.1)                  | 98 (3.9)                   | 98 (3.9)                   | 118 (4.6)                  | 1,382 (54.4)               |
| 평균 강수일수 (≥ 1.0 mm)   | 10.8                       | 9.9                        | 11.9                       | 11.2                       | 14.4                       | 13.9                       | 12.8                       | 13.0                       | 10.5                       | 10.5                       | 10.4                       | 11.3                       | 140.6                      |
| 출처: MeteoSwiss           |                            |                            |                            |                            |                            |                            |                            |                            |                            |                            |                            |                            |                            |

## 관광

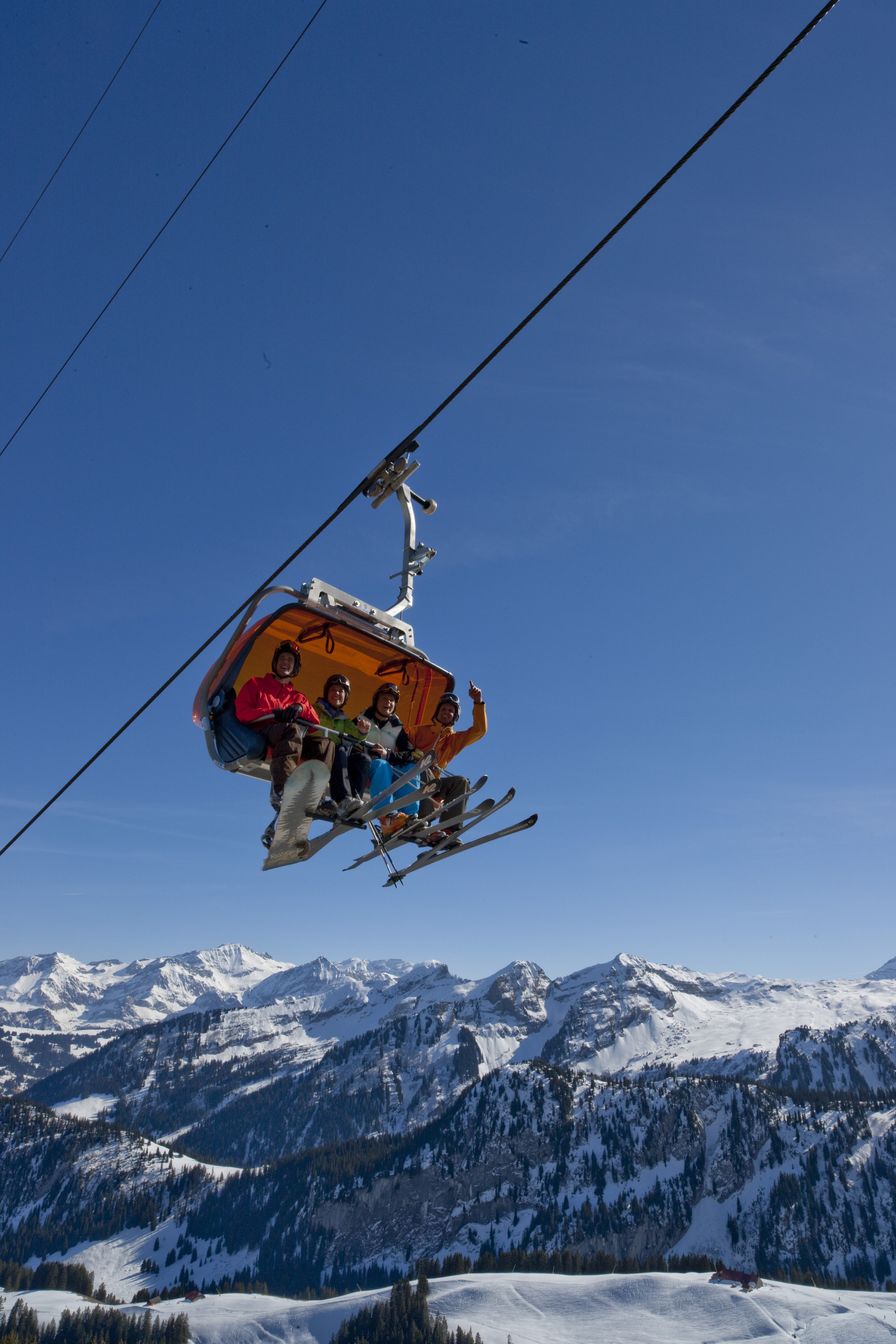
산악 철도 샬버회니

베르너 오버란트에 위치한 크슈타트는 알프스 220km 슬로프에 대형 스키장이 있는 곳이다. 마을 중앙에는 수많은 상점, 레스토랑, 미술관, 호텔이 즐비한 그림 같은 산책로가 있다. 루이뷔똥, 헤르메스, 쇼파드, 브루넬로 꾸찌넬리, 프라다, 몽끌레르, 랄프 로렌, 까르띠에를 포함한 디자이너 브랜드는 모두 크슈타트에 매장이 있으며, 많은 소규모 부티크에는 클로이, 돌체 & 가바나, Tod's, 버버리, 디올, 오스카르 데라렌타, 마크 제이콥스 등의 매장이 있다.

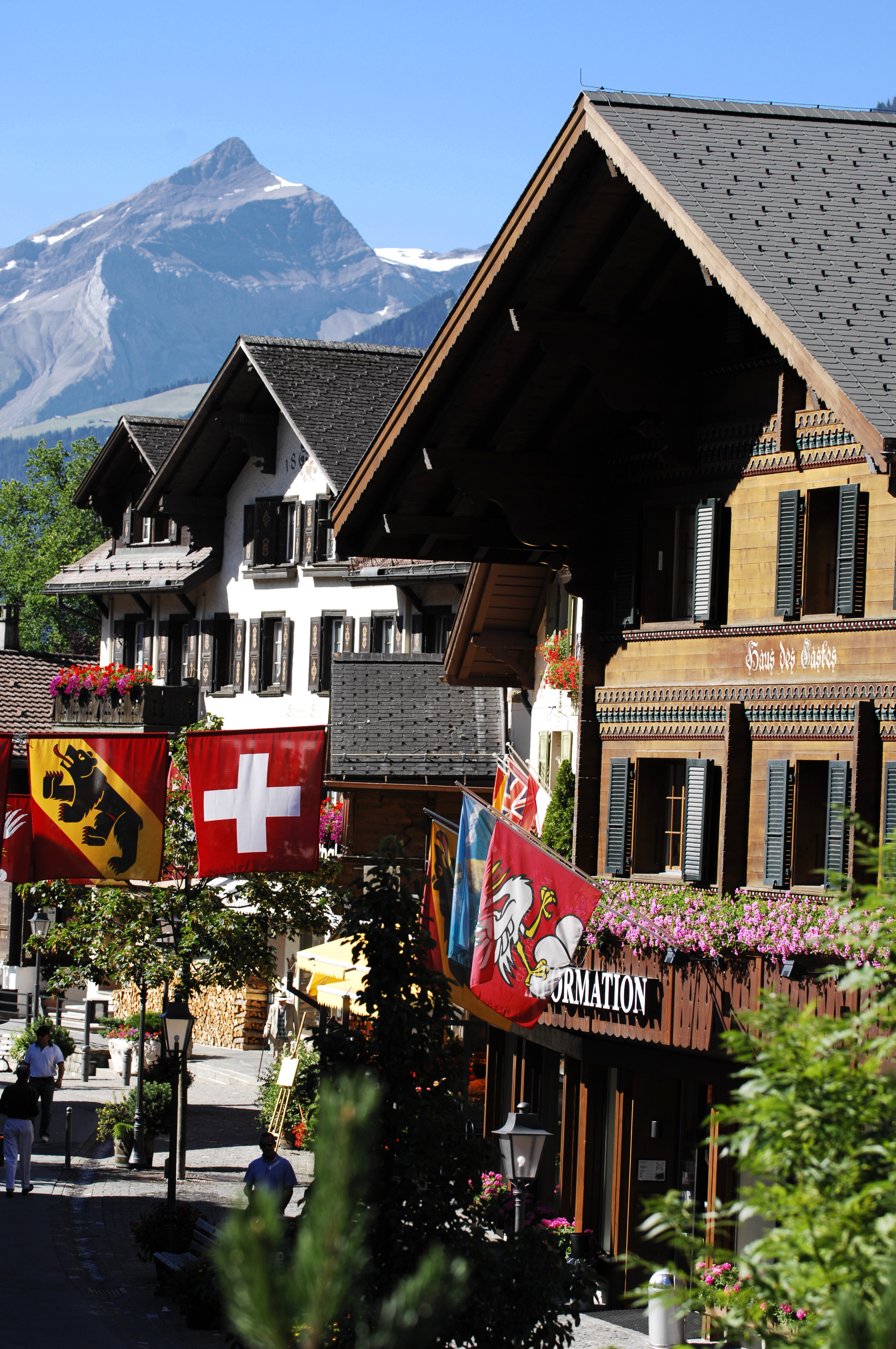
프로메나데 크슈타트

다양한 난이도의 산책로와 하이킹 코스로 오랫동안 알려져 있는 산의 공기와 분위기는 일년 내내 전 세계의 손님들을 매료시킨다. 크슈타트는 스키, 크로스컨트리 슬로프, 겨울 하이킹 코스로도 유명하다.
1960년대에 타임지에서 “The Place”라고 명명한 크슈타트는 유명한 시간제 거주자와 휴가객으로 널리 알려져 있다. 크슈타트를 정기적으로 방문하는 유명인사에는 마돈나, 찰스 왕세자, 다이애나비, 코피 아난 전 유엔 사무총장, 오뜨 꾸뛰르 디자이너 발렌티노 가라바니, 작가 윌리엄 F. 버클리 주니어, 캐번디쉬 가문의 다양한 회원들이 있다. 많은 영국 밴드와 음악가들이 1960년대와 1970년대에 크슈타트에 있는 클럽인 라틀리에에서 연주했다. 그러한 밴드 중 하나는 머린 ‘Q;(나중에 에디슨 라이트하우스)도 있는데, 그는 겨울내내 머물렀다.

### 호텔
크슈타트는 그랜드 호텔 파크, 알피나 크슈타트, 크슈타트 팰리스, 그랜드 호텔 벨뷰, 호텔 올덴 및 아크 앙시엘(Arc En Ciel)과 같은 고급 호텔로 유명하다. 2019년 7월, 아크 앙시엘은 차별로 비난을 받았고, 나중에 인도 손님에게 직접 전달된 규칙 공지를 발표한 후 사과했다.

### 정기행사

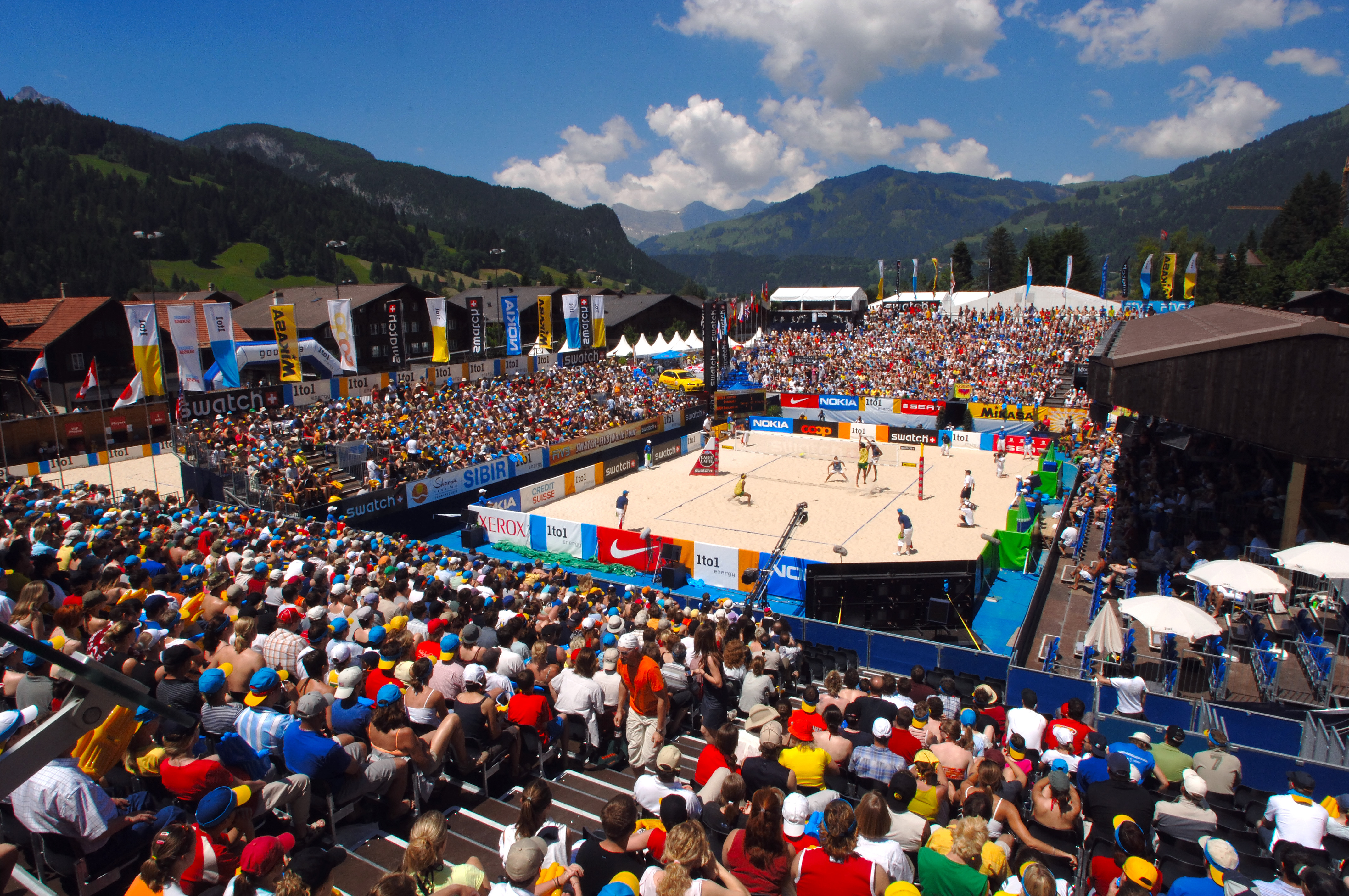
비치발리볼 토너먼트 크슈타트—코트: 로이 에머슨 아레나

크슈타트에서는 다음과 같은 정기 이벤트가 개최된다.
- Caroline Murat 공주가 주최하는 크슈타트의 신년 음악 축제
- Sommets Musicaux de 크슈타트 클래식 겨울 시리즈
- 스노우 바이크 페스티벌[6], 겨울 스노우 바이크 이벤트[7]
- FIVB 비치발리볼 스와치 월드투어 - 1대1에너지 그랜드슬램, 비치발리볼 토너먼트
- 스위스 오픈, 테니스 토너먼트
- 레이디스 챔피언십 크슈타트, 테니스 토너먼트
- 메뉴힌 페스티벌 크슈타트, 클래식 음악
- 위블로 폴로 골드 컵, 폴로 토너먼트
- 컨트리 나이트 크슈타트
- 9월의 크슈타트 산책로 파티
- 12월의 크리스마스 마켓 서커스
- 국제 주간 - 1월 열기구 타기
- 크슈타트 마운틴 라이드 1월 오픈